# Fuerzas Armadas de Montenegro

Símbolo de la Fuerza Aérea Montenegrina.

Las Fuerzas Armadas de Montenegro (en montenegrino: Vojska Crne Gore) consisten en un Ejército, la Armada y la Fuerza Aérea. El servicio obligatorio fue abolido en 2006; las fuerzas armadas están ahora constituidas por un ejército permanente enteramente profesional.
Las fuerzas militares actualmente mantienen una fuerza de 2.094 miembros activos. El grueso de su equipamiento y fuerzas fueron heredadas de las fuerzas armadas de la Unión Estatal de Serbia y Montenegro; ya que Montenegro contenía totalmente la línea de costa de la anterior unión, prácticamente retuvo enteramente la fuerza naval.
Montenegro es miembro del programa de la Asociación por la Paz de la OTAN y es un candidato oficial para convertirse en miembro pleno de la alianza. Montenegro solicitó el plan de adhesión (Membership Action Plan) el 5 de noviembre de 2008, que fue concedida en diciembre de 2009. Montenegro también es miembro de la Carta del Adriático.

## Operaciones de Mantenimiento de la paz
Montenegro participa en operaciones de paz bajo los auspicios de la OTAN y Naciones Unidas con tropas militares y observadores. El ministro de Defensa afirmó que 85 soldados están entrenados para misiones internacionales. Los soldados montenegrinos son entrenados por el Bundeswehr alemán.
Montenegro envió 31 efectivos de tropa y personal médico a la misión de la ISAF en Afganistán.
Montenegro también participa en misiones de la ONU de mantenimiento de la paz en Liberia (UNMIL), Chipre (UNFICYP) como observadores militares y Somalia (EU-NAVFOR).
| Misión actual | Organización    | País       | N.º de personal                                  |
| ------------- | --------------- | ---------- | ------------------------------------------------ |
| ISAF          | OTAN            | Afganistán | 31 Miembros (militares de tropa y equipo médico) |
| UNMIL         | Naciones Unidas | Liberia    | Oficiales como observadores militares            |
| UNFICYP       | Naciones Unidas | Chipre     | Oficiales como observadores militares            |
| EU-NAVFOR     | UD              | Somalia    | Oficiales de Marina (3)                          |

## Comando

### Liderazgo
- Comandante en Jefe: Presidente Jakov Milatović

### Ministerio de Defensa
- Ministro de Defensa: Predrag Bošković
- Jefe del Estado Mayor: Brigadier General Dragutin Dakić
- Jefe Mayor: Coronel Zoran Lazarević
- Comandante del Batallón de Honor: Capitán de 1.ª Calse Željko Radulović
- Comandante de la Compañía de Policía Militar: Teniente Vesko Popović
- Comandante de la Brigada de Infantería Ligera: Coronel Goran Medojević
- Comandante de la Brigada de Fuerzas Especiales: Coronel Dragutin Dakić
- Comandante de Entrenamiento y Base de Apoyo: Coronel Željko Žegarac
- Comandante de Base Aérea: Coronel Živko Pejović
- Comandante de Marina: Capitán Darko Vuković

## Bases

### Bases Aéreas
Golubovci (Podgorica): es la única base aérea de Montenegro'. Bajo comando del ejército.

### Bases Navales
- Bar
- Tivat

### Bases del Ejército
Base del Ejército "Milovan Šaranović", (Danilovgrad)

## Equipamiento

### Armas de infantería
- Glock 17 Pistola 9x19mm Parabellum[4]
- Tara TM-9 Pistola 9x19mm Parabellum
- CZ-99 Pistola 9x19mm Parabellum
- M70 Rifle de asalto 7,62x39mm
- H&K G36 Rifle de asalto 5.56x45mm
- Tara TM-4 Rifle de asalto 5.56x45mm
- H&K MP-5 Subfusil 9x19mm Parabellum
- M76 Rifle francotirador 7,92x57mm
- M91 Rifle francotirador 7,62x54R
- M93 Black Arrow Rifle de largo alcance 12,7x99mm
- H&K PSG-1 Rifle francotirador Semiautomático 7,62x51mm
- M72 Ametralladora ligera 7.62x39mm
- M84 Ametralladora 7,62x54R

### Sistemas de misiles antitanque
- M79 "Osa" - 165+
- M80 "Zolja" - 250+

### Artillería
- 30 cañones D-30 122 mm

### Vehículos
- Puch 300gd[5]
- Achleitner PMV Survivor II 4x4
- Toyota MenCruiser 4x4 Achleitner
- Camiones TAM
- Camiones FAP

### Marina
| Clase                                | Número   | País de fabricación | Notas                                                 | Imagen   |          |          |          |
| Fragatas                             | Fragatas | Fragatas            | Fragatas                                              | Fragatas | Fragatas | Fragatas | Fragatas |
| ------------------------------------ | -------- | ------------------- | ----------------------------------------------------- | -------- | -------- | -------- | -------- |
| Fragata clase Kotor                  | 2        | Yugoslavia          | - P-33 Kotor - P-34 Novi Sad                          |          |          |          |          |
| Remolcadores                         |          |                     |                                                       |          |          |          |          |
| Salvage tug                          | 2        | Yugoslavia          | - PR-41 (Orada) - LR-77                               |          |          |          |          |
| Barcos de vela                       |          |                     |                                                       |          |          |          |          |
| Embarcaciones a motor                | 2        | Yugoslavia          | - Bojana - Milena                                     |          |          |          |          |
| Jadran                               | 1        | Yugoslavia          | buque escuela                                         |          |          |          |          |
| Lancha motora                        |          |                     |                                                       |          |          |          |          |
| Lancha motora Polycat                | 1        | Países Bajos        |                                                       |          |          |          |          |
| Lancha motora                        | 1        | Yugoslavia          | - ČM 33                                               |          |          |          |          |
| Yates                                |          |                     |                                                       |          |          |          |          |
| Jadranka                             | 1        | Yugoslavia          | Yate VIP                                              |          |          |          |          |
| No operativos                        |          |                     |                                                       |          |          |          |          |
| Lancha de ataque rápido Clase Končar | 2        | Yugoslavia          | - RTOP-405 Jordan Nikolov Orce - RTOP-406 Ante Banina |          |          |          |          |

### Aeronaves
| Aeronave                                 | Fotografía             | Origen                 | Tipo                                             | Variantes                | Entrada en servicio    | Número                 | Notas                                     |
| Avión de entrenamiento                   | Avión de entrenamiento | Avión de entrenamiento | Avión de entrenamiento                           | Avión de entrenamiento   | Avión de entrenamiento | Avión de entrenamiento | Avión de entrenamiento                    |
| ---------------------------------------- | ---------------------- | ---------------------- | ------------------------------------------------ | ------------------------ | ---------------------- | ---------------------- | ----------------------------------------- |
| Soko G-4 Super Galeb                     |                        | Yugoslavia             | Jet de entrenamiento armado avanzado             | G-4 / N-62               | Junio de 2006          | 4                      | 14 más en tierra                          |
| Utva 75                                  |                        | Yugoslavia             | Avión de entrenamiento básico de dos asientos.   | Utva 75 / V-53           | Junio de 2006          | 3                      | Uno estrellado en el Lago Skadar en 2008. |
| Hidroaviones                             |                        |                        |                                                  |                          |                        |                        |                                           |
| Air Tractor AT-802                       |                        | Estados Unidos         | Lucha contra el fuego, avión de patrulla costera | AT-802A                  | 4.6.2009               | 2                      | Avión gubernamental                       |
| PZL-Mielec M-18 Dromader                 |                        | Polonia                | Lucha contra el fuego                            | PZL-Mielec M-18 Dromader | desconocido            | 2                      | Avión gubernamental                       |
| Helicópteros utilitarios y de transporte |                        |                        |                                                  |                          |                        |                        |                                           |
| Soko Gazelle Gama                        |                        | Francia / Yugoslavia   | Helicóptero ligero utilitario                    | OH-42/45HN-42M           | Junio de 2006          | 15                     | Actualmente 11 operativos.                |
| Mil Mi-8                                 |                        | Unión Soviética        | Helicóptero de transporte                        | Mi-8T/HT-40              | Junio de 2006          | 1                      |                                           |

## Unidades & Estructura
- Batallón de Honor
  - Compañía de Honor
  - Banda Militar
  - Estación de Comando
  - SAS "Zlatica"
- Compañía de Policía Militar

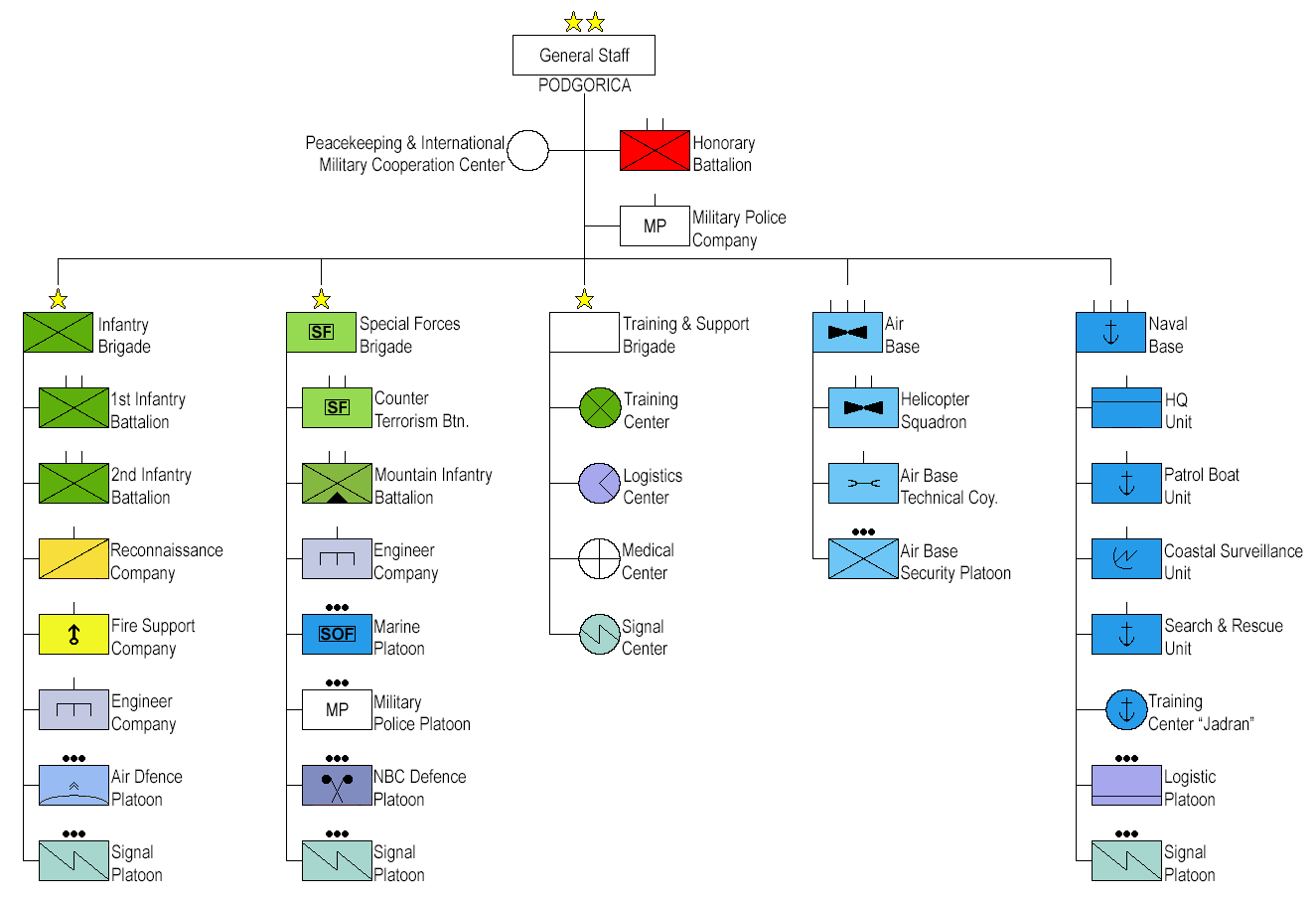
Estructura de las Fuerzas Armadas de Montenegro (clicar para agrandar).

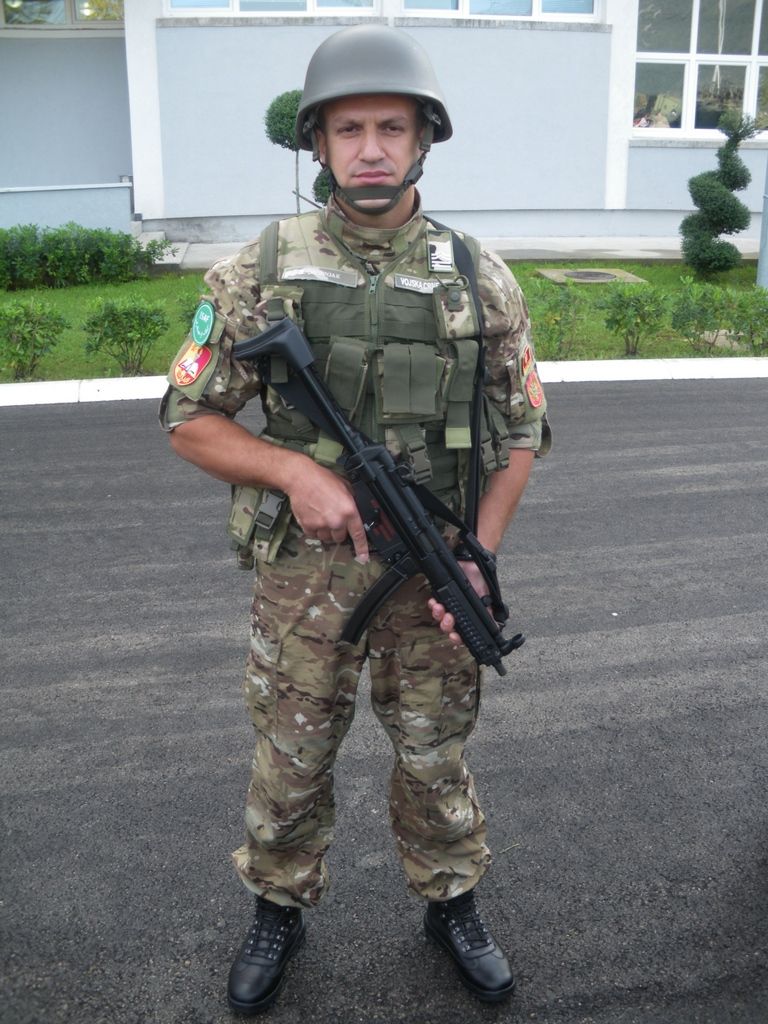
Un soldado montenegrino sosteniendo un HK MP5.

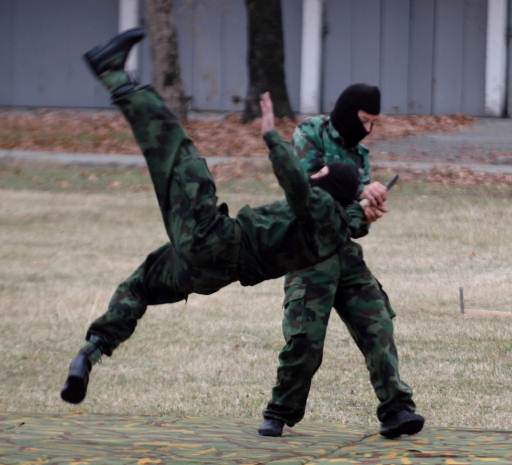
Miembros de las Fuerzas Especiales montenegrinas participando en una demostración de capacidades tácticas en el Centro de Entrenamiento en Danilovgrad el 7 de diciembre de 2006.

  - Pelotón de Servicio de Policía Militar
  - 1.er Pelotón de Policía Militar
  - 2.º Pelotón de Policía Militar
  - Sección de Tráfico de la Policía Militar
- Brigada de Infantería Ligera
  - 1.er Batallón de Infantería Ligera
  - 2.º Batallón de Infantería Ligera
  - 3.er Batallón de Infantería Ligera
  - Compañía de Reconocimiento
  - Compañía de Fuego de Apoyo
  - Pelotón de Defensa Aérea
- Brigada de Fuerzas Especiales
  - Batallón de Contra-Terrorismo
  - Batallón de Montaña
  - Compañía de Ingenieros
  - Pelotón de Marina
  - Pelotón de Señalizaciones
  - Pelotón de NBCW
  - Pelotón de Policía Militar
- Entrenamiento y Base de Apoyo
  - Centro de Entrenamiento
  - Centro Logístico
  - Centro Médico
  - Centro de Señalizaciones
- Base Aérea
  - Escuadrón de Helicópteros 
    - 1.ª Sección (Ataque)
    - 2.ª Sección (Transporte)
    - 3.ª Sección (Servicios)

  - Compañía Técnica de la Base Aérea
  - Pelotón de Seguridad de la Base Aérea
- Base Naval
  - Comando Naval
  - Unidad de Embarcación de Patrulla
  - Unidad de Reconocimiento Costero y Orientación
  - Unidad de Búsqueda y Rescate
  - Centro de Entrenamiento "Jadran"
  - Pelotón de Señalización
  - Pelotón Logístico

## Las Fuerzas Armadas antes de 1918
Después de la fundación del Reino de Montenegro en 1910, Montenegro estuvo involucrado en tres guerras sucesivas, siendo la primera la primera guerra balcánica, en alianza con Serbia, Grecia, Rumanía y Bulgaria contra el Imperio otomano. La segunda guerra balcánica se luchó entre Montenegro, Serbia, Grecia, Rumanía y el Imperio otomano contra Bulgaria, perdiendo esta última territorios significativos en el norte, Tracia y Macedonia.
Las Fuerzas Armadas de Montenegro antes de 1918, el año de la unión de Montenegro con Serbia, eran mucho mayores que las de la actualidad. Durante la I Guerra Mundial, Montenegro contribuyó con 50.000 tropas. El Comandante en Jefe era el rey Nikola I de Montenegro, mientras que el Jefe del Estado Mayor era Božidar Janković. Las unidades incluían:

### División de Pljevlja
La División de Pljevlja estaba comandada por el brigadier Luka Gojnić. La división estaba formada por 10 batallones. Alcanzaba alrededor de 6.000 soldados, y patrullaba la región al este de Pljevlja.

### Destacamento de Herzegovina
El Destacamento de Herzegovina estaba comandado por el Serdar (Conde) Janko Vukotić. El destacamento estaba formado por 15 batallones. Alcanzaba alrededor de 15.000 soldador, y patrullaba la frontera con Herzegovina. 

### Destacamento Lovćen
El Destacamento Lovćen estaba comandado por el divizijar Mitar Martinović. El destacamento estaba formado por 18 batallones. Tenía alrededor de 8.000 soldados, y patrullaba las regiones de Lovćen y Sutorman.

### Destacamento de 'Vieja Serbia'
El Destacamento de 'Vieja Serbia' estaba comandado por el brigadier Radomir Vešović. El destacamento estaba formado por 13 batallones. Tenía alrededor de 6.000 soldados, y aseguraba la frontera albanesa.

## Galería

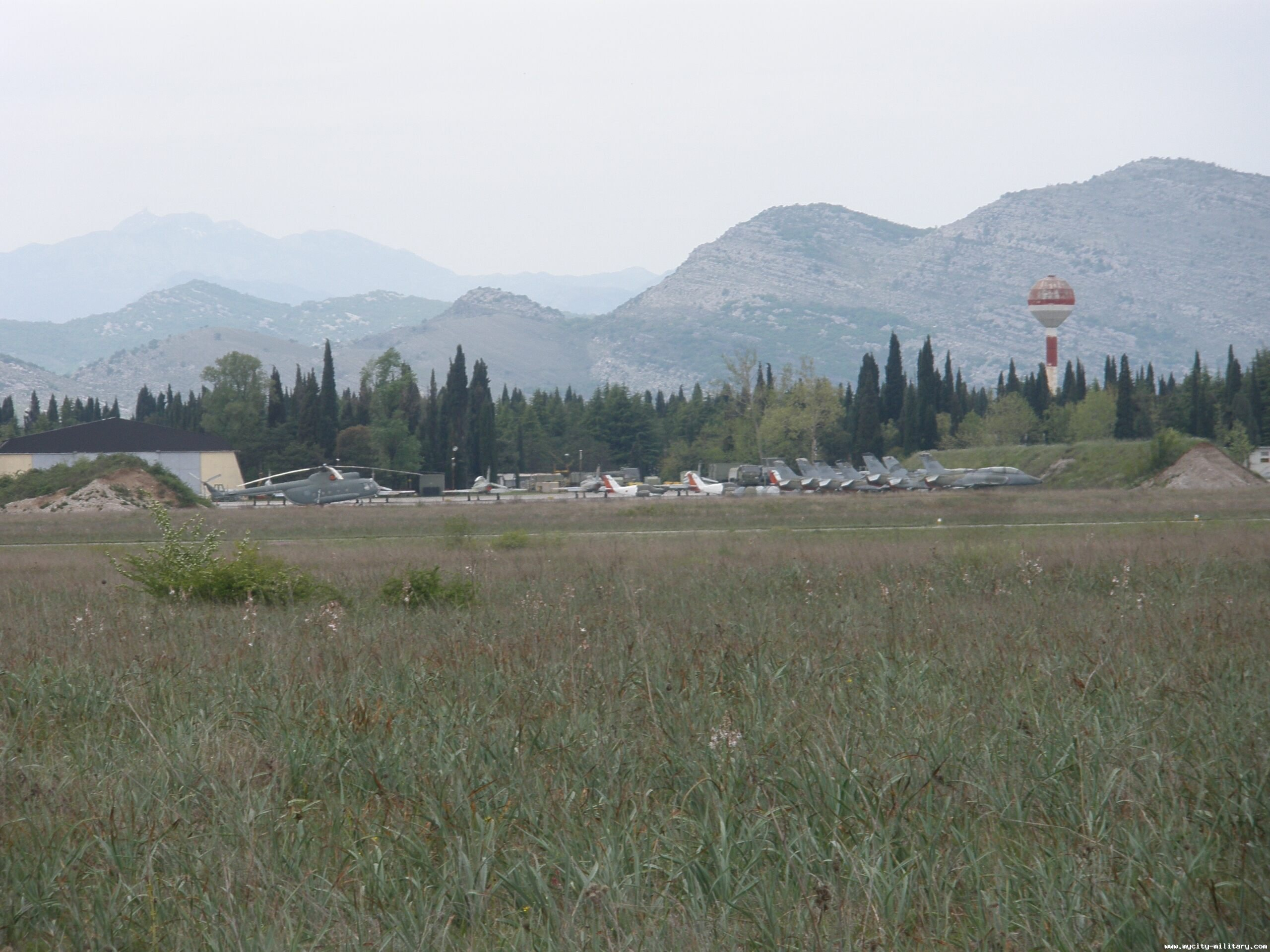
Todas las aeronaves de las fuerzas aéreas montenegrinas en su base.
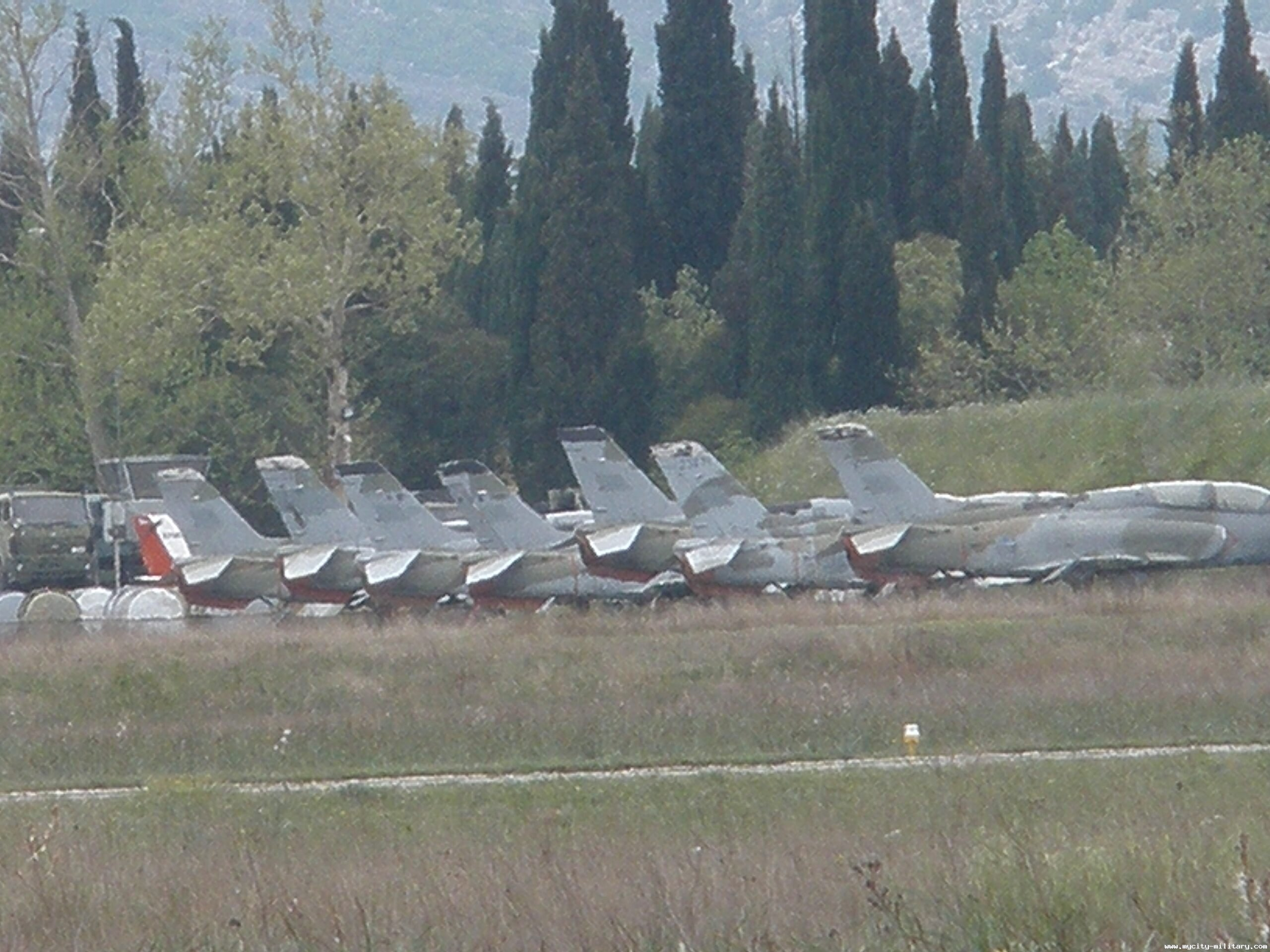
G-4 super Galebs montenegrinos en Golubovci.
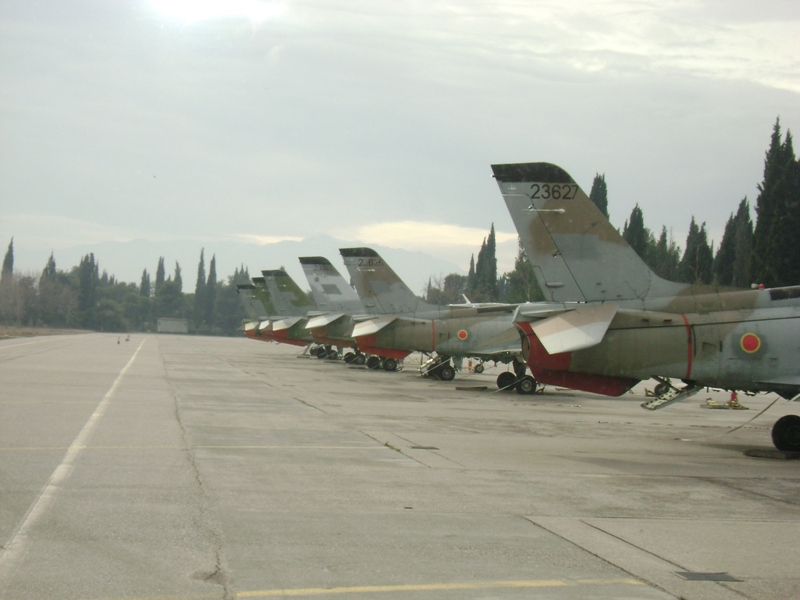
Vista trasera de los Galebs montenegrinos.
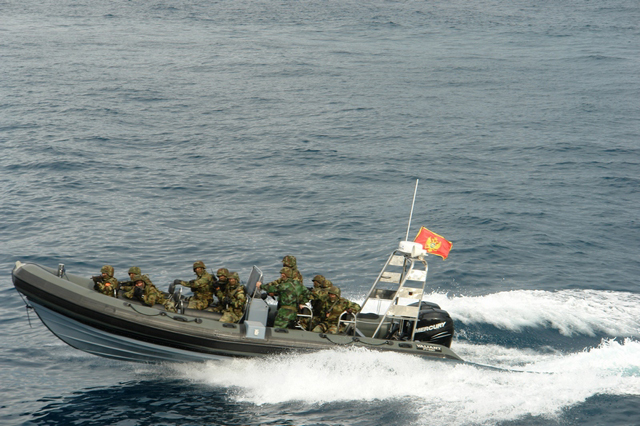
Embarcación de la marina montenegrina.